# Horní Stropnice
Horní Stropnice, bis 1950 Stropnice (deutsch Strobnitz) ist eine Gemeinde im Bezirk Budweis in Tschechien. Sie liegt an der Grenze zu Österreich, fünf Kilometer südwestlich von Nové Hrady.

## Geographie
Horní Stropnice befindet sich knapp 26 Kilometer vom Budweiser Stadtzentrum entfernt. Das Gemeindegebiet von Horní Stropnice liegt an der Grenze zu Österreich am Fuße des Hochwalds im Gratzener Bergland. Durch Horní Stropnice fließt die Strobnitz, ein Zufluss der Maltsch.
Nachbarorte sind Humenice (Maierhof) im Norden, Nové Hrady und Veveří (Piberschlag) im Nordosten, Dlouhá Stropnice (Langstrobnitz) und Šejby (Scheiben) im Südosten, Dobrá Voda und Hojná Voda im Süden, Hartunkov (Hardetschlag), Konratice (Konradsschlag) und Valtéřov (Waldetschlag) im Südwesten, Rychnov im Westen sowie Kamenná (Sacherles) und Svébohy (Zweiendorf) im Nordwesten. Über die Straße, die von Horní Stropnice nach Nové Hrady führt, wird das Terčino údolí (Theresiental) erreicht. Zwischen Šejby und Harbach führt eine Straße in das österreichische Gebiet von Weitra.

## Geschichte

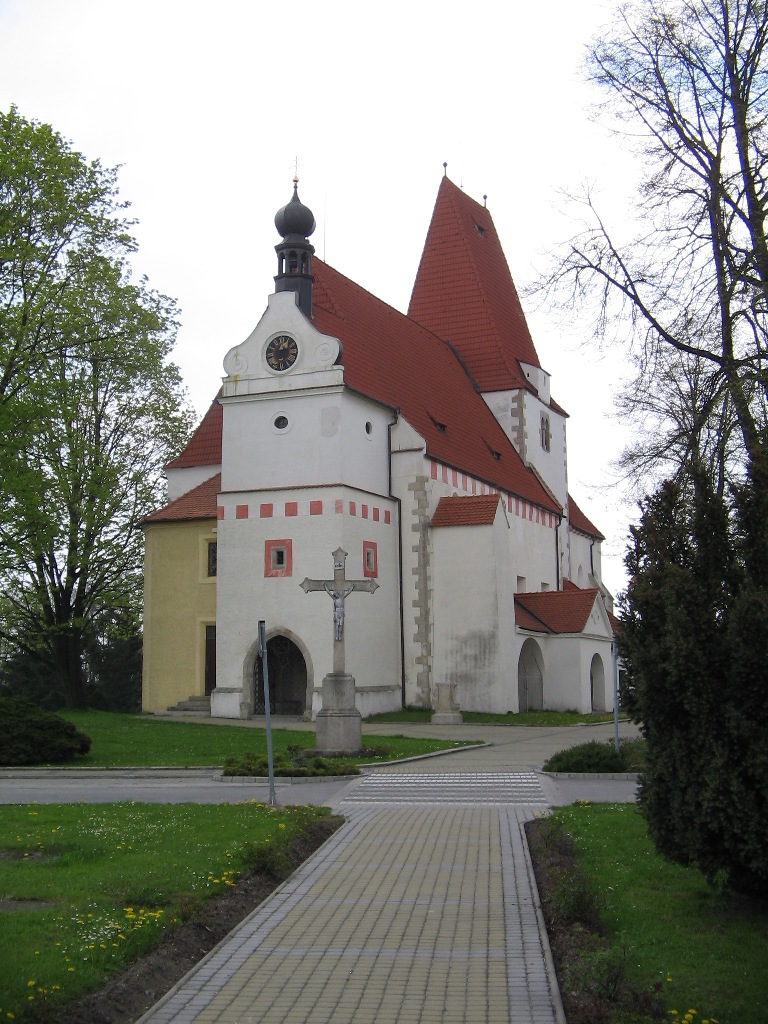
St.-Nikolaus Kirche

Strobnitz entstand am alten Verkehrsweg Beheimsteig, der von Weitra nach Teindles führte. Es wurde im Jahre 1185 vom böhmischen Herzog Friedrich dem Hadmar von Kuenring als Lehen vergeben. 1257 gelangte eine Hälfte von Strobnitz als Mitgift der Hedwig von Schaunberg, Witwe des Heinrich von Kuenring, an ihren zweiten Ehemann Wok von Rosenberg. Die andere Hälfte gehörte damals Albert von Payreschau, der sich als „von Strobnitz“ bezeichnete. Am 29. Juni 1286 übergaben Heinrich I. von Rosenberg und Albert von Payreschau mit einer in Hohenfurt ausgestellten Urkunde die Kirche von Strobnitz dem Kloster Hohenfurth. Für das Jahr 1302 ist Strobnitz als ein Markflecken mit einem Jahrmarkt belegt, der jeweils am Feste Christi Himmelfahrt stattfand.
1359 ging ganz Strobnitz in den Besitz der Rosenberger über. Sie verpfändeten Strobnitz 1476–1486 an Ulrich von Grafeneck. Dessen Feind Rubik von Hlavatec brannte 1486 Strobnitz mitsamt der Kirche ab. 1607 bestätigte Kaiser Rudolf II. den jährlichen Markt. Nach dem Tod des letzten Rosenbergers Peter Wok ging Strobnitz an die Schwanberger über, die wegen ihrer Beteiligung am böhmischen Ständeaufstand nach der Schlacht am Weißen Berg vom Kaiser Ferdinand II. enteignet wurden. Er schenkte Strobnitz nachfolgend seinem Feldherrn Carl Graf Bucquoy. Nach dessen Tod 1621 befreite seine Witwe Maria Magdalena 1623 den Markt Strobnitz, der wegen des Dreißigjährigen Kriegs verarmt war, von allen Abgaben. 1848 bestätigte Kaiser Ferdinand I. die bisherigen Privilegien und gewährte zwei weitere Märkte.
Nach der Aufhebung der Patrimonialherrschaft wurde Strobnitz 1849 eine selbständige Gemeinde. Von wirtschaftlicher Bedeutung waren zwei Mühlen und ab 1888 eine Maschinenfabrik sowie eine Brauerei, die bis 1895 in Betrieb war. Ab der zweiten Hälfte des 19. Jahrhunderts entwickelte sich die Sommerfrische. 1890 hatte Strobnitz 951 Einwohner. Im Schuljahr 1892/93 wurden in der Strobnitzer Schule 445 Schüler unterrichtet.
Nach der Gründung der Tschechoslowakei 1918 gehörte Strobnitz zum Bezirk Kaplitz. 1923 erhielt es die amtliche tschechische Ortsbezeichnung Stropnice. 1930 wurden 907 Einwohner gezählt. Nach dem Münchner Abkommen wurde Strobnitz 1938 dem Deutschen Reich zugeschlagen und gehörte bis 1945 zum Landkreis Kaplitz im Reichsgau Oberdonau. Nach dem Zweiten Weltkrieg kam  Stropnice zur wiedererrichteten Tschechoslowakei zurück; 1945/1946 erfolgte die Vertreibung der deutschen Bevölkerung. 1950 erfolgte die Umbenennung in Horní Stropnice.

### Pfarrei Strobnitz
Die Seelsorge über die Pfarrei Strobnitz, zu der auch die Orte Friedrichschlag, Göllitz, Gschwendt, Kropfschlag, Langstrobnitz (Dlouhá Stropnice), Maierhof und Scheiben (Šejby) gehörten, oblag bis 1945 dem Kloster Hohenfurt. Die zunächst ebenfalls zu Strobnitz gehörenden Orte Brünnl (Dobrá Voda) und Heilbrunn (Hojná Voda) wurden während der Josephinischen Reformen ausgegliedert.

## Ortsgliederung
Die Gemeinde Horní Stropnice besteht aus den Ortsteilen
- Bedřichov (Friedrichschlag, auch Fidretschlag)
- Dlouhá Stropnice (Langstrobnitz)
- Dobrá Voda (Brünnl)
- Hlinov (Tonnberg)
- Hojná Voda (Heilbrunn)
- Horní Stropnice (Strobnitz)
- Humenice (Maierhof)
- Chlupatá Ves (Rauhenschlag)
- Konratice (Kainretschlag, auch Konradschlag)
- Krčín (Gritschau)
- Meziluží (Gutenbrunn)
- Olbramov (Wolfersdorf)
- Paseky (Schlagles)
- Rychnov u Nových Hradů (Deutsch Reichenau)
- Staré Hutě (Althütten)
- Střeziměřice (Tritschmersch)
- Svébohy (Zweiendorf)
- Světví (Gschwendt)
- Šejby (Scheiben)
- Vesce (Dörfles) und
- Vyhlídky (Egersee).

Zu Horní Stropnice gehören zudem die Wohnplätze Lukov (Lugau) und Mlýnský Vrch (Mühlberg) sowie die Wüstungen Nové Hutě (Neuhütten), Peštovec (Perstenhof), Tomandlův Dvůr (Tomandlhof) und Zlatá Ktiš (Goldentisch). Grundsiedlungseinheiten sind Bedřichov, Dlouhá Stropnice, Dobrá Voda, Hojná Voda, Horní Stropnice, Humenice, Chlupatá Ves, Konratice, Krčín, Meziluží, Olbramov, Paseky, Rychnov u Nových Hradů, Staré Hutě, Střeziměřice, Svébohy, Světví, Šejby, Vesce und Vyhlídky.
Das Gemeindegebiet gliedert sich in die Katastralbezirke Bedřichov u Horní Stropnice, Dlouhá Stropnice, Dobrá Voda u Horní Stropnice, Hojná Voda, Horní Stropnice, Konratice, Meziluží, Paseky u Horní Stropnice, Rychnov u Nových Hradů, Staré Hutě u Horní Stropnice, Svébohy und Šejby.

## Bevölkerungsentwicklung
| Jahr      | 1869 | 1880 | 1890 | 1900 | 1910 | 1921 | 1930 | 1950 | 1961 | 1970 | 1980 | 1991 | 2001 | 2011 | 2021 |
| --------- | ---- | ---- | ---- | ---- | ---- | ---- | ---- | ---- | ---- | ---- | ---- | ---- | ---- | ---- | ---- |
| Einwohner | 6317 | 6336 | 6151 | 6054 | 6026 | 5470 | 4892 | 1869 | 1928 | 1726 | 1597 | 1522 | 1548 | 1510 | 1467 |

## Sehenswürdigkeiten
- Die romanische Kirche des hl. Nikolaus aus dem 13. Jahrhundert wurde nach dem Brand von 1486 im Stil der Gotik dreischiffig umgebaut. Nach den Zerstörungen des Dreißigjährigen Kriegs blieb vom gotischen Inventar nur der Taufstein übrig. Nachfolgend erhielt die Kirche eine neue Ausstattung. Der Hauptaltar im Stil der Renaissance wurde 1649 von Mönchen des Klosters Hohenfurt geschaffen. Die Seitenaltäre von 1649 wurden 1765 durch Barockaltäre ersetzt. Die Kanzel im Rokokostil schuf 1777 der Bildhauer Bernhard Mayer aus Heilbrunn (Hojná Voda). 2007 erfolgte eine umfassende Restaurierung der Innenausstattung.
- Die Marienstatue auf dem Marktplatz stammt aus dem Jahr 1765. Sie ist von Statuen der Heiligen Josef, Sebastian, Florian und Jan von Nepomuk umgeben.
- Der nordöstlich gelegene Landschaftspark Terčino údolí (Theresiental) wurde von Johannes Nepomuk von Buquoy 1756 errichtet und nach seiner Ehefrau Theresia benannt. Es entstand an der Stelle des ehemaligen Fasanengeheges aus dem Jahre 1667.
- Stausee Humenice, errichtet 1985–1988

## Söhne und Töchter der Gemeinde
- Wenzel Jaksch (1896–1966), sozialdemokratischer Politiker, Leiter der Seliger-Gemeinde